# 爱达荷泉 (科罗拉多州)
爱达荷泉（英語：Idaho Springs），是美国科罗拉多州克利尔克里克县下属的一座城市。建市于1885年11月15日，面积大约为2.201平方英里（5.701平方公里）。根据2010年美国人口普查，该市有人口1,717人。2011年估计该市有人口1,702人，相比2010年人口增长率为-0.87%。同时，论人口该市是科罗拉多州第119大城市。